# Brallan Pérez
Brayan Andrés Pérez Blanco (Cartagena de Indias, 27 de enero de 1996) es un beisbolista colombiano que juega como segunda base en la organización de Oakland Athletics para las Ligas Menores de Béisbol.

## Carreras en Ligas Menores
El 1 de junio de 2013 inició su carrera con los Texas Rangers para las ligas menores en la Dominican Summer League con el DSL Rangers hasta el 17 de mayo de 2017 jugando en las diferentes categorías Clase A, A-, A+ y AAA disputando 274 juegos donde anotó 150 carreras, 265 hits, 6 jonrones y 102 carreras impulsadas. El 8 de agosto de 2017 inició con Baltimore Orioles en el Frederick Keys de Clase Avanzada (A+) en la Carolina League disputando 19 juegos, 13 carreras, 21 hits, 1 jonrón y 4 carreras impulsadas.
El 7 de abril de 2017 pasó a la organización de Oakland Athletics para los Stockton Ports de Clase Avanzada (A+) en la California League disputando 87 juegos, anotó 47 carreras, 83 hits y 13 carreras impulsadas con promedio de bateo de .265 AVG

## Copa Mundial Sub-23
En 2018 disputó siete juegos con la Selección de béisbol de Colombia donde se destacó anotando 6 carreras, 12 hits, 1 dobles, 2 triples y 5 carreras impulsadas para un promedio de bateo de .426 AVG.

## Estadísticas de bateo en Colombia
| Año     | Equipo              | Liga | VB  | C  | Hits | HR | CI | BA   | BR |
| ------- | ------------------- | ---- | --- | -- | ---- | -- | -- | ---- | -- |
| 2013-14 | Tigres de Cartagena | LCBP | 26  | 2  | 2    | 0  | 2  | .077 | 1  |
| 2015-16 | Tigres de Cartagena | LCBP | 124 | 10 | 34   | 0  | 6  | .274 | 2  |
| 2016-17 | Tigres de Cartagena | LCBP | 108 | 8  | 28   | 0  | 15 | .259 | 3  |
| Total   |                     |      | 258 | 20 | 64   | 0  | 23 | .248 | 5  |

## Logros
- Liga Colombiana de Béisbol Profesional:
  - Novato del Año: 2015-16 con Tigres de Cartagena

- Copa Mundial de Béisbol Sub-23:
  - Equipo Mundial 2018: Segunda base con Colombia